# Braunschweiger Turn- und Sportverein Eintracht von 1895 1963-1964
Questa voce raccoglie le informazioni riguardanti il Braunschweiger Turn- und Sportverein Eintracht von 1895 nelle competizioni ufficiali della stagione 1963-1964.

## Stagione
Nella stagione 1963-1964 l'Eintracht Braunschweig, allenato da Helmuth Johannsen, concluse il campionato di Bundesliga all'11º posto. In Coppa di Germania l'Eintracht Braunschweig fu eliminato agli ottavi di finale dal Saarbrücken.

## Rosa
| N. |                     | Ruolo | Calciatore      |
| -- | ------------------- | ----- | --------------- |
|    | Germania (bandiera) | P     | Hans Jäcker     |
|    | Germania (bandiera) | P     | Horst Wolter    |
|    | Germania (bandiera) | D     | Joachim Bäse    |
|    | Germania (bandiera) | D     | Wolfgang Brase  |
|    | Germania (bandiera) | D     | Günter Busse    |
|    | Germania (bandiera) | D     | Peter Kaack     |
|    | Germania (bandiera) | D     | Klaus Meyer     |
|    | Germania (bandiera) | D     | Ernst Saalfrank |
|    | Germania (bandiera) | D     | Walter Schmidt  |
|    | Turchia (bandiera)  | D     | Aykut Ünyazici  |

| N. |                     | Ruolo | Calciatore       |
| -- | ------------------- | ----- | ---------------- |
|    | Germania (bandiera) | D     | Wolfgang Wolfram |
|    | Germania (bandiera) | A     | Hans-Georg Dulz  |
|    | Germania (bandiera) | A     | Klaus Gerwien    |
|    | Germania (bandiera) | A     | Helmut Hosung    |
|    | Germania (bandiera) | A     | Jürgen Moll      |
|    | Germania (bandiera) | A     | Dieter Paulsberg |
|    | Germania (bandiera) | A     | Fichte Schrader  |
|    | Germania (bandiera) | A     | Lothar Weschke   |
|    | Germania (bandiera) | A     | Manfred Wuttich  |

## Organigramma societario
Area tecnica
- Allenatore: Helmuth Johannsen
- Allenatore in seconda: Heinz Patzig
- Preparatore dei portieri:
- Preparatori atletici:

## Calciomercato

### Sessione estiva
| Acquisti | Acquisti         | Acquisti    | Acquisti |
| R.       | Nome             | da          | Modalità |
| -------- | ---------------- | ----------- | -------- |
| A        | Hans-Georg Dulz  | Amburgo     |          |
| D        | Peter Kaack      | Neumünster  |          |
| A        | Dieter Paulsberg | VfB Lohberg |          |

| Cessioni | Cessioni          | Cessioni   | Cessioni |
| R.       | Nome              | a          | Modalità |
| -------- | ----------------- | ---------- | -------- |
| A        | Klaus Blumenberg  | Hildesheim |          |
| A        | Klaus-Dieter Hinz | Hildesheim |          |

## Risultati

### Bundesliga

#### Girone di andata
| Arbitro: | Fritz |

|                  |           |             |
| Brunnenmeier 17’ | Marcatori | 74’ Gerwien |

| Arbitro: | Sparing |

|          |           |  |
| Moll 15’ | Marcatori |  |

| Arbitro: | Kandlbinder |

|                      |           |                             |
| Schönwälder 48’, 57’ | Marcatori | 43’ Gerwien 72’ (rig.) Moll |

| Arbitro: | Thier |

|                      |           |  |
| Dulz 37’ Gerwien 68’ | Marcatori |  |

| Arbitro: | Ott |

|                           |           |  |
| Trimhold 8’ Solz 29’, 87’ | Marcatori |  |

| Arbitro: | Handwerker |

|                                       |           |                                     |
| Hosung 21’ Wuttich 26’, 68’ Brase 55’ | Marcatori | 28’ Gerhardt 57’ Koslowski 73’ Berz |

| Arbitro: | Fritz |

|                   |           |                  |
| Klimaschefski 44’ | Marcatori | 34’, 36’ Wuttich |

| Arbitro: | Pooch |

|             |           |            |
| Wuttich 31’ | Marcatori | 44’ Schütz |

| Arbitro: | Lutz |

|                    |           |             |
| Giesemann 21’, 72’ | Marcatori | 33’ Wuttich |

| Arbitro: | Tschenscher |

|         |           |             |
| Moll 2’ | Marcatori | 45’ Thielen |

| Braunschweig 16 novembre 1963, ore 14:30 CET 11ª giornata | Eintracht Braunschweig | 0 – 0 referto | Meidericher | Stadion an der Hamburger Straße (28 000 spett.)\| Arbitro: \| Kreitlein \| |
| Arbitro:                                                  | Kreitlein              |               |             |                                                                            |

| Arbitro: | Fischer |

|                |           |           |
| Meier 41’, 63’ | Marcatori | 70’ Kaack |

| Arbitro: | Baumgärtel |

|                                                            |           |  |
| Waldner 23’ Hoffmann 34’ (rig.) Höller 41’, 82’ Arnold 87’ | Marcatori |  |

| Arbitro: | Hoffmann |

|                      |           |  |
| Moll 46’, 79’ (rig.) | Marcatori |  |

| Arbitro: | Jacobi |

|                                    |           |  |
| Brungs 27’ Konietzka 58’ Wosab 82’ | Marcatori |  |

#### Girone di ritorno
| Arbitro: | Malka |

|  |           |             |
|  | Marcatori | 22’ Kohlars |

| Arbitro: | Tschenscher |

|  |           |                     |
|  | Marcatori | 83’ Hosung 87’ Dulz |

| Arbitro: | Fischer |

|                                 |           |            |
| Wuttich 5’ Moll 55’, 72’ (rig.) | Marcatori | 2’ Vollmar |

| Arbitro: | Weyland |

|                                                 |           |            |
| Geisert 3’ Kentschke 56’ Witlatschil 65’ (rig.) | Marcatori | 87’ Hosung |

| Arbitro: | Treichel |

|  |           |                                  |
|  | Marcatori | 28’ (rig.), 50’ Huberts 35’ Solz |

| Arbitro: | Riegg |

|                            |           |  |
| Matischak 22’ Gerhardt 53’ | Marcatori |  |

| Arbitro: | Schmidt |

|           |           |            |
| Meyer 44’ | Marcatori | 28’ Faeder |

| Arbitro: | Schörnich |

|                                 |           |                           |
| Zebrowski 68’ Schütz 85’ (rig.) | Marcatori | 8’, 14’ Schrader 80’ Dulz |

| Arbitro: | Seekamp |

|                          |           |            |
| Wuttich 60’ Schrader 80’ | Marcatori | 86’ Dörfel |

| Arbitro: | Riegg |

|                                         |           |            |
| Overath 28’ Thielen 60’, 62’ Hornig 79’ | Marcatori | 58’ Hosung |

| Arbitro: | Jacobi |

|                                                   |           |            |
| Gecks 4’, 53’ Walenciak 8’, 65’ Jäcker 23’ (aut.) | Marcatori | 6’ Schmidt |

| Arbitro: | Niemeyer |

|  |           |           |
|  | Marcatori | 24’ Meier |

| Arbitro: | Deuschel |

|                      |           |  |
| Moll 3’ Schrader 11’ | Marcatori |  |

| Arbitro: | Schörnich |

|            |           |  |
| Strehl 54’ | Marcatori |  |

| Arbitro: | Fritz |

|                      |           |  |
| Dulz 46’ Schmidt 68’ | Marcatori |  |

### Coppa di Germania
| Arbitro: | Schreiner |

|                                 |           |  |
| Moll 16’ Wuttich 88’ Hosung 90’ | Marcatori |  |

| Arbitro: | Baumgärtel |

|                     |           |           |
| Rinas 21’ Rohe 104’ | Marcatori | 63’ Brase |

## Statistiche

### Statistiche di squadra
| Competizione      | Punti | In casa | In casa | In casa | In casa | In casa | In casa | In trasferta | In trasferta | In trasferta | In trasferta | In trasferta | In trasferta | Totale | Totale | Totale | Totale | Totale | Totale | DR  |
| Competizione      | Punti | G       | V       | N       | P       | Gf      | Gs      | G            | V            | N            | P            | Gf           | Gs           | G      | V      | N      | P      | Gf     | Gs     | DR  |
| ----------------- | ----- | ------- | ------- | ------- | ------- | ------- | ------- | ------------ | ------------ | ------------ | ------------ | ------------ | ------------ | ------ | ------ | ------ | ------ | ------ | ------ | --- |
| Bundesliga        | 28    | 15      | 8       | 4       | 3       | 21      | 13      | 15           | 3            | 2            | 10           | 15           | 36           | 30     | 11     | 6      | 13     | 36     | 49     | -13 |
| Coppa di Germania | -     | 1       | 1       | 0       | 0       | 3       | 0       | 1            | 0            | 0            | 1            | 1            | 2            | 2      | 1      | 0      | 1      | 4      | 2      | +2  |
| Totale            | 28    | 16      | 9       | 4       | 3       | 24      | 13      | 16           | 3            | 2            | 11           | 16           | 38           | 32     | 12     | 6      | 14     | 40     | 51     | -11 |

### Andamento in campionato
| Giornata  | 1 | 2 | 3 | 4 | 5 | 6 | 7 | 8 | 9 | 10 | 11 | 12 | 13 | 14 | 15 | 16 | 17 | 18 | 19 | 20 | 21 | 22 | 23 | 24 | 25 | 26 | 27 | 28 | 29 | 30 |
| --------- | - | - | - | - | - | - | - | - | - | -- | -- | -- | -- | -- | -- | -- | -- | -- | -- | -- | -- | -- | -- | -- | -- | -- | -- | -- | -- | -- |
| Luogo     | T | C | T | C | T | C | T | C | T | C  | C  | T  | T  | C  | T  | C  | T  | C  | T  | C  | T  | C  | T  | C  | T  | T  | C  | C  | T  | C  |
| Risultato | N | V | N | V | P | V | V | N | P | N  | N  | P  | P  | V  | P  | P  | V  | V  | P  | P  | P  | N  | V  | V  | P  | P  | P  | V  | P  | V  |
| Posizione | 5 | 6 | 5 | 5 | 6 | 5 | 3 | 5 | 7 | 7  | 7  | 9  | 10 | 10 | 10 | 10 | 9  | 8  | 8  | 11 | 12 | 12 | 11 | 10 | 11 | 11 | 12 | 11 | 11 | 11 |

Legenda:

Luogo: C = Casa; T = Trasferta. Risultato: V = Vittoria; N = Pareggio; P = Sconfitta.

### Statistiche dei giocatori
| Giocatore    | Bundesliga | Bundesliga | Bundesliga  | Bundesliga | Coppa di Germania | Coppa di Germania | Coppa di Germania | Coppa di Germania | Totale   | Totale | Totale      | Totale     |
| Giocatore    | Presenze   | Reti       | Ammonizioni | Espulsioni | Presenze          | Reti              | Ammonizioni       | Espulsioni        | Presenze | Reti   | Ammonizioni | Espulsioni |
| ------------ | ---------- | ---------- | ----------- | ---------- | ----------------- | ----------------- | ----------------- | ----------------- | -------- | ------ | ----------- | ---------- |
| W. Brase     | 30         | 1          | 0           | 0          | 2                 | 1                 | 0                 | 0                 | 32       | 2      | 0           | 0          |
| G. Busse     | 0          | 0          | 0           | 0          | 0                 | 0                 | 0                 | 0                 | 0        | 0      | 0           | 0          |
| J. Bäse      | 29         | 0          | 0           | 0          | 2                 | 0                 | 0                 | 0                 | 31       | 0      | 0           | 0          |
| H. Dulz      | 23         | 4          | 0           | 0          | 0                 | 0                 | 0                 | 0                 | 23       | 4      | 0           | 0          |
| K. Gerwien   | 15         | 3          | 0           | 0          | 0                 | 0                 | 0                 | 0                 | 15       | 3      | 0           | 0          |
| H. Hosung    | 23         | 4          | 0           | 0          | 2                 | 1                 | 0                 | 0                 | 25       | 5      | 0           | 0          |
| H. Jäcker    | 29         | 0          | 0           | 0          | 1                 | 0                 | 0                 | 0                 | 30       | 0      | 0           | 0          |
| P. Kaack     | 27         | 1          | 0           | 0          | 2                 | 0                 | 0                 | 0                 | 29       | 1      | 0           | 0          |
| K. Meyer     | 30         | 1          | 0           | 0          | 2                 | 0                 | 0                 | 0                 | 32       | 1      | 0           | 0          |
| J. Moll      | 30         | 8          | 0           | 0          | 2                 | 1                 | 0                 | 0                 | 32       | 9      | 0           | 0          |
| D. Paulsberg | 1          | 0          | 0           | 0          | 0                 | 0                 | 0                 | 0                 | 1        | 0      | 0           | 0          |
| E. Saalfrank | 11         | 0          | 0           | 0          | 0                 | 0                 | 0                 | 0                 | 11       | 0      | 0           | 0          |
| W. Schmidt   | 30         | 2          | 0           | 0          | 2                 | 0                 | 0                 | 0                 | 32       | 2      | 0           | 0          |
| F. Schrader  | 13         | 4          | 0           | 0          | 1                 | 0                 | 0                 | 0                 | 14       | 4      | 0           | 0          |
| L. Weschke   | 13         | 0          | 0           | 0          | 2                 | 0                 | 0                 | 0                 | 15       | 0      | 0           | 0          |
| W. Wolfram   | 0          | 0          | 0           | 0          | 0                 | 0                 | 0                 | 0                 | 0        | 0      | 0           | 0          |
| H. Wolter    | 1          | 0          | 0           | 0          | 1                 | 0                 | 0                 | 0                 | 2        | 0      | 0           | 0          |
| M. Wuttich   | 17         | 8          | 0           | 0          | 1                 | 1                 | 0                 | 0                 | 18       | 9      | 0           | 0          |
| A. Ünyazici  | 8          | 0          | 0           | 0          | 2                 | 0                 | 0                 | 0                 | 10       | 0      | 0           | 0          |